# Piet

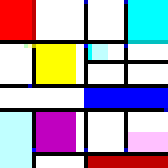
「Piet」と表示する Piet プログラムコード

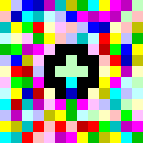
Pietで記述したHello worldプログラム

Piet（ピエト）は、プログラミング言語であり、難解プログラミング言語のひとつである。
Ook! などのいくつかの難解プログラミング言語を開発したデヴィッド・モーガン＝マー (David Morgan-Mar) がピエト・モンドリアンの作品に影響を受けて考案した言語で、文字ではなく色を組み合わせて記述する。 サンプルソースコードを一見すると、モンドリアンの『赤・青・黄のコンポジション (1930)』のような抽象画のように見える。

## 言語仕様
Pietでは、有彩色18色（色相6段階×明度3段階）と無彩色2色（黒、白）の計20色が用いられる。画像上では、色相と明度の変化の度合いによって命令や定義が表され、同一色のかたまり（codel）の面積によって値（正の整数値）が表される。データの処理はスタックを用いて行う。
実行の際は、インタプリタがソースコードの画像上を移動しながら、画像上に表現された命令を解釈して実行する。インタプリタは、移動方向を示す "direction pointer" (DP) および次のcodelの探索方向を示す "codel chooser" (CC) をもつ。DPは4値（上下左右）、CCは2値（左右）をとる。
Pietの命令の一覧を下記に示す。
|            | 明度の変化 | 明度の変化   | 明度の変化  |
| 色相の変化 | 変化無し   | 1段階変化    | 2段階変化   |
| ---------- | ---------- | ------------ | ----------- |
| 変化無し   |            | push         | pop         |
| 1段階変化  | add        | subtract     | multiply    |
| 2段階変化  | divide     | mod          | not         |
| 3段階変化  | greater    | pointer      | switch      |
| 4段階変化  | duplicate  | roll         | in (number) |
| 5段階変化  | in (char)  | out (number) | out (char)  |

push値をスタックに詰め込む。
pop値をスタックから取り出す。
add値を2つスタックから取り出し、加算した結果をスタックに詰める。
subtract値を2つスタックから取り出し、2番目の値から1番目の値を減算した結果をスタックに詰める。
multiply値を2つスタックから取り出し、乗算した結果をスタックに詰める。
divide値を2つスタックから取り出し、2番目の値を1番目の値で除算した結果をスタックに詰める。
mod値を2つスタックから取り出し、2番目の値を1番目の値で除算した際の余りをスタックに詰める。
notスタックの一番上の値が0でなければ0に、0であれば1に変更する。
greater値を2つスタックから取り出し、2番目の値が1番目の値より大きければ1、そうでなければ0をスタックに詰める。
pointer値を1つスタックから取り出し、その値の回数だけDPを時計回りに回転させる。取り出した値が負の場合は反時計回りになる。
switch値を1つスタックから取り出し、その値の回数だけCCを反転させる。
duplicateスタックの先頭の値をコピーして、スタックに詰める。
roll値を2つスタックから取り出し、1番目に取り出した値の「回数」だけ、2番目に取り出した値の「深さ」への "roll" 操作を、残ったスタックの要素に対して行う。ここで、深さ n への "roll" 操作とは、スタックの先頭の値を取り出して先頭から n 番目に挿入し、それより手前にある要素の順序を1ずつ繰り上げる操作である。「回数」が負の場合は逆向きの操作となる。「深さ」が負の場合はエラーとなり、この命令は無視される。
in標準入力から値を取得する。 数値の入力と文字の入力は命令語が異なる。
out標準出力へ値を出力する。 数値の出力と文字の出力は命令語が異なる。